# 8209 Toscanelli
8209 Toscanelli (tên chỉ định: 1995 DM2) là một tiểu hành tinh vành đai chính. Nó được phát hiện bởi Piero Sicoli và Pierangelo Ghezzi ở Osservatorio Astronomico Sormano ngày 28 tháng 2 năm 1995. Nó được đặt theo tên Paolo dal Pozzo Toscanelli, nhà thiên văn học, nhà toán học Ý thế kỷ 15.